# Schriesheim-Formation

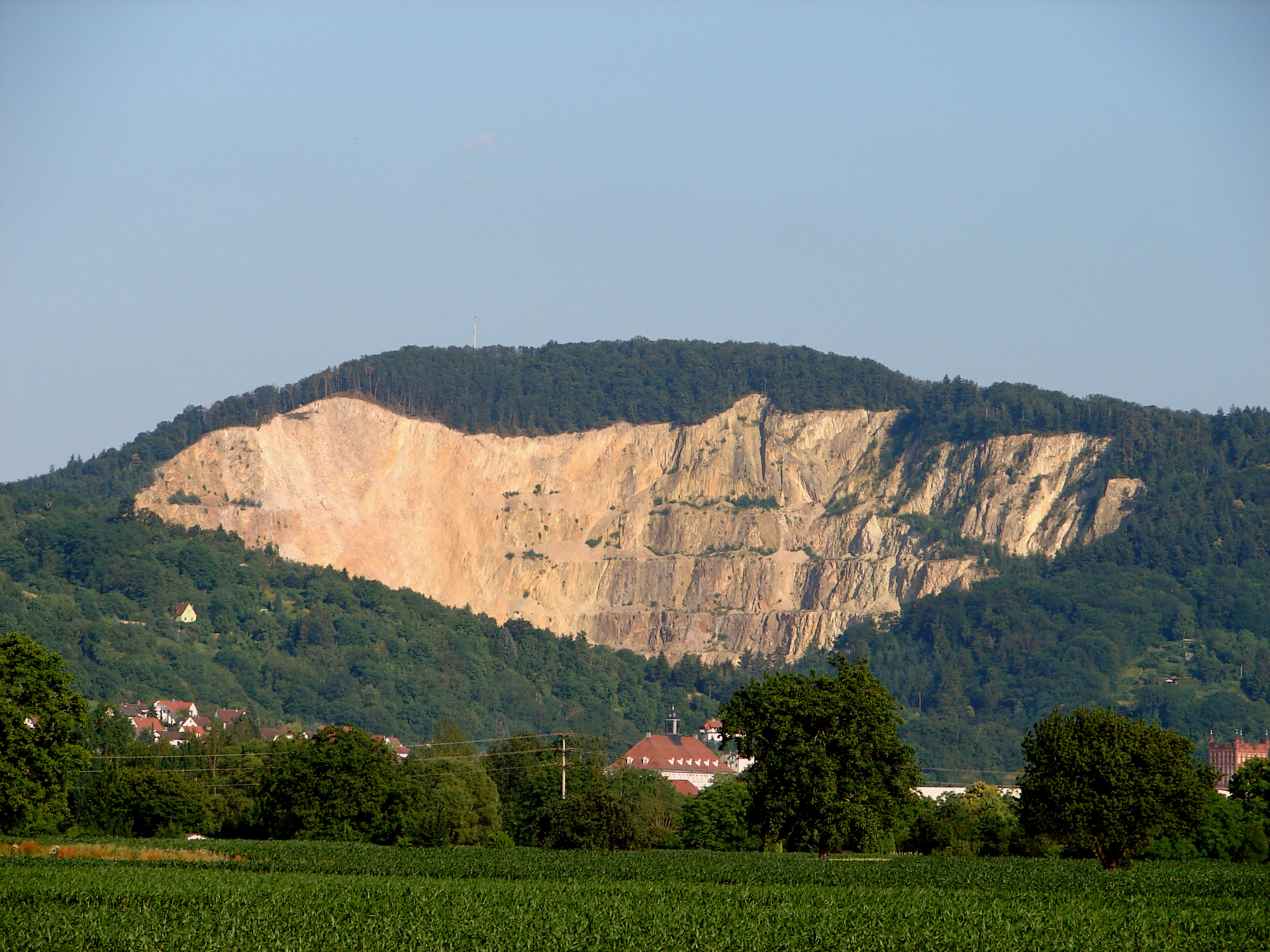
Steinbruch im Wachenberg-Quarzporphyr (Subformation der Schriesheim-Formation) bei Weinheim

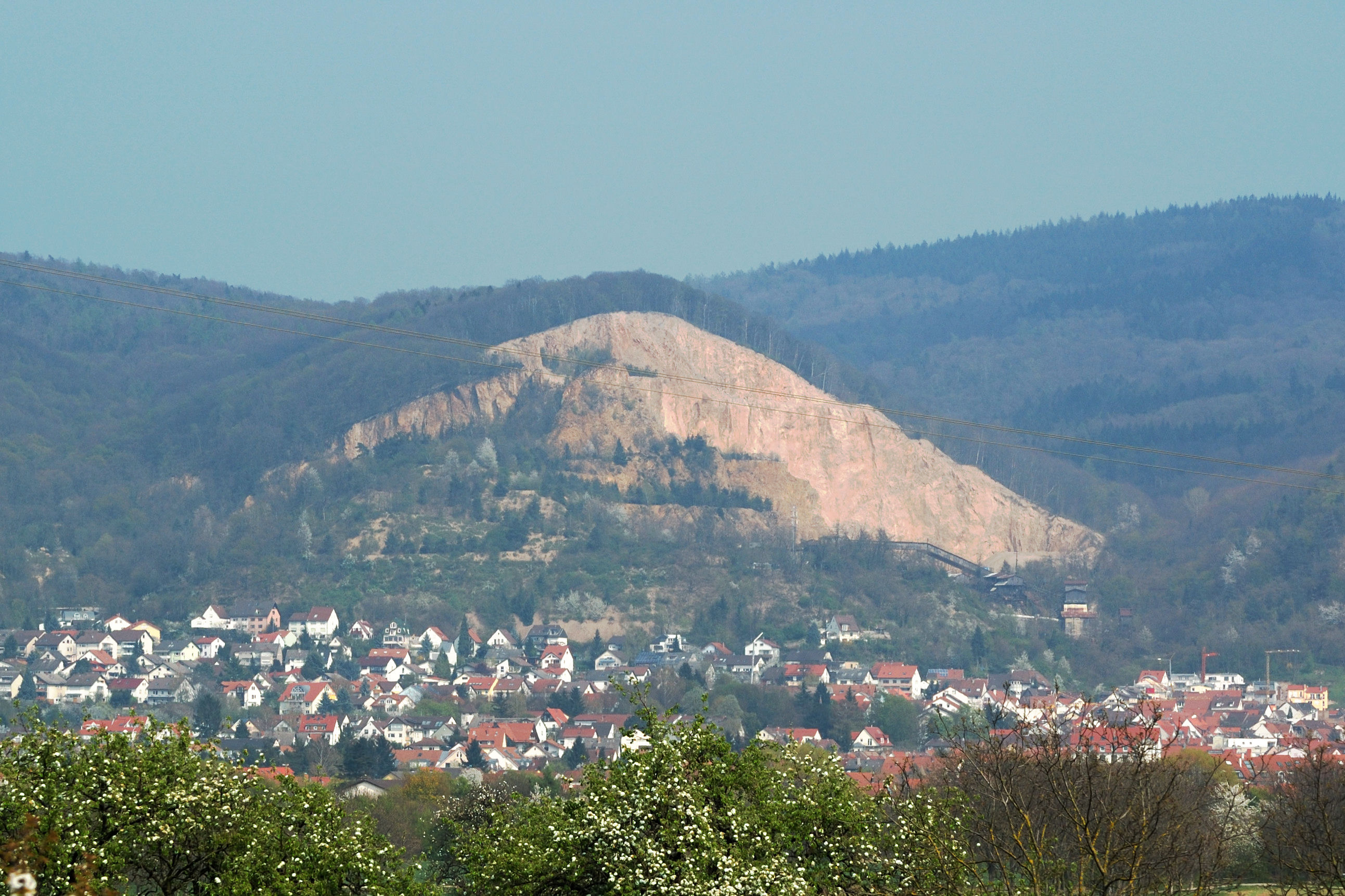
Steinbruch im Dossenheim-Quarzporphyr, (Subformation der Schriesheim-Formation) bei Dossenheim

Die Schriesheim-Formation ist in der Erdgeschichte eine lithostratigraphische  Gesteinseinheit im Rotliegend (Unterperm) des südlichen Odenwald (Baden-Württemberg). Es handelt sich um ein kleines, knapp 100 km² großes Vulkangebiet und dessen Ablagerungen, auch Schlotfüllungen, das heute weitgehend erodiert oder von jüngeren Ablagerungen bedeckt ist. Die Formation prägt im Verbreitungsgebiet die Geomorphologie in starkem Maße.

## Namensgebung und Typlokalität
Der Name wurde von Edgar Nitsch und Hubert Zedler 2009 vorgeschlagen. Ältere informelle Namen in den geologischen Karten und Publikationen sind: mittleres Rotliegendes und Porphyre des mittleren Rotliegenden oder auch Rotliegend-Vulkanite. Die Typuslokalität liegt am Ölberg bei Schriesheim (Rhein-Neckar-Kreis) (TK 25-Nr.6518: R 34 76 500, H 54 81 700).

## Definition, Korrelation und Alter
Die Untergrenze der Schriesheim-Formation bilden die ersten Vulkanite über kristallinem Grundgebirge. Die Obergrenze bildet das Rotliegend (ohne Vulkanite) oder auch der Zechstein, d. h. die Michelbach-Formation oder die Zechsteindolomit-Formation. Die Gesteinseinheit besteht aus Aschen-Tuffen, Lapilli-Tuffen, Lapillisteinen, Ignimbriten und Laven rhyolithischer Zusammensetzung sowie Schlotfüllungen. Die Folge ist unterschiedlich intensiv hydrothermal verändert. An der Basis sind direkt über dem Grundgebirge vielfach Kieselkrusten ausgebildet, der sog. Basis-Paläosolit, oder auch dünne Arkose- und Brekzie-Lagen. Die Mächtigkeit der Formation beträgt bis etwa 120 m. Nach Ar-Ar-Datierungen ist ein Alter von 290 Millionen Jahren am wahrscheinlichsten. Dieses Alter entspricht der chronostratigraphischen Asselium-Stufe des Unterperm (Cisuralium).

## Ablagerungsraum
Die Schriesheim-Formation besteht überwiegend aus pyroklastischen Fließ- und pyroklastischen Fallablagerungen, Folge plinianischer Eruptionen, und leitet im südlichen Odenwald das Rotliegend über dem Grundgebirge ein. Das Grundgebirge war oberflächlich gelockert und verwittert. Der Basis-Paläosolit ist meist als Kieselkruste (Durisol oder Silcrete) in aufgelockertem Saprolith oder Regolith in kaum transportiertem Streuschutt ausgebildet. Dies deutet auf ein arides Klima hin. Die pyroklastischen Fließablagerungen sind meist als verschweißte oder unverschweißte Ignimbrite abgelagert worden. Fossilien sind keine bekannt.

## Untergliederung
Die Schriesheim-Formation wird gegenwärtig nach dem Gesteinsbestand in drei Subformationen untergliedert:
- Schriesheim-Formation
  - Altenbach-Subformation (rTA), unverschweißte bis gering verschweißte Ignimbrite
  - Dossenheim-Quarzporphyr (Subformation) (DQ), stark verschweißte Ignimbrite
  - Wachenberg-Quarzporphyr (Subformation) (WQ), stockförmige Laven als Schlotfüllung

## Wirtschaftliche Bedeutung
Die Ignimbrite des Dossenheim-Quarzporphyr wurden schon im 18. Jahrhundert und dann bis 2002 in mehreren Steinbrüchen bei Dossenheim abgebaut. Bis zu 400 Menschen fanden Arbeit in den Steinbrüchen. In einem Steinbruch bei Schriesheim wurden diese ebenfalls gewonnen. Heute erinnern 9 Geopunkt-Schautafeln im Steinbruch Leferenz (Dossenheim) an diese Zeit. Am Wachenberg bei Weinheim wurde die erstarrte Lava eines Schlotes abgebaut. Bei dem Ausbruch fielen auch Granitbrocken des umgebenden Granites in die Schmelze und sind heute im Quarzporphyr als Xenolithe erhalten.